# Андрей Фашанек
Андрей Фашанек  (словац. Andrej Fašánek; нар. 1 грудня 1979, Братислава, Братиславський край, Словацька Соціалістична Республіка, ЧССР) — словацький борець вільного стилю, учасник Олімпійських ігор.

## Життєпис
Боротьбою почав займатися з 1987 року. У 1999 році здобув срібну медаль чемпіонату Європи серед юніорів.
Виступав за спортивний клуб «Дунайплавба» Братислава. Тренери — Йозеф Гербоч (з 1994), Йозеф Логиня (з 1997), Дан Карабін (з 2001), Петр Хір'як (з 2002).

## Спортивні результати на міжнародних змаганнях

### Виступи на Олімпіадах
| Змагання                    | Збірна     | Вагова категорія          | Місце |
| --------------------------- | ---------- | ------------------------- | ----- |
| Літні Олімпійські ігри 2000 | Словаччина | вільна боротьба, до 58 кг | 16    |

### Виступи на Чемпіонатах світу
| Змагання                        | Збірна     | Вагова категорія          | Місце |
| ------------------------------- | ---------- | ------------------------- | ----- |
| Чемпіонат світу з боротьби 1999 | Словаччина | вільна боротьба, до 58 кг | 8     |
| Чемпіонат світу з боротьби 2003 | Словаччина | вільна боротьба, до 60 кг | 25    |
| Чемпіонат світу з боротьби 2005 | Словаччина | вільна боротьба, до 60 кг | 21    |

### Виступи на Чемпіонатах Європи
| Змагання                         | Збірна     | Вагова категорія          | Місце |
| -------------------------------- | ---------- | ------------------------- | ----- |
| Чемпіонат Європи з боротьби 1999 | Словаччина | вільна боротьба, до 58 кг | 8     |
| Чемпіонат Європи з боротьби 2000 | Словаччина | вільна боротьба, до 58 кг | 4     |
| Чемпіонат Європи з боротьби 2001 | Словаччина | вільна боротьба, до 58 кг | 4     |
| Чемпіонат Європи з боротьби 2002 | Словаччина | вільна боротьба, до 60 кг | 17    |
| Чемпіонат Європи з боротьби 2004 | Словаччина | вільна боротьба, до 60 кг | 5     |
| Чемпіонат Європи з боротьби 2006 | Словаччина | вільна боротьба, до 60 кг | 12    |

### Виступи на інших змаганнях
| Змагання                                                         | Збірна     | Вагова категорія          | Місце |
| ---------------------------------------------------------------- | ---------- | ------------------------- | ----- |
| Чемпіонат світу з боротьби серед студентів 2005                  | Словаччина | вільна боротьба, до 60 кг | 5     |
| Олімпійський кваліфікаційний турнір з боротьби 2004 (Братислава) | Словаччина | вільна боротьба, до 60 кг | 9     |
| Олімпійський кваліфікаційний турнір з боротьби 2004 (Софія)      | Словаччина | вільна боротьба, до 60 кг | 15    |
| Гран-прі Німеччини з боротьби 2005                               | Словаччина | вільна боротьба, до 66 кг | 7     |

### Виступи на змаганнях молодших вікових груп
| Змагання                                       | Збірна     | Вагова категорія                 | Місце  |
| ---------------------------------------------- | ---------- | -------------------------------- | ------ |
| Чемпіонат світу з боротьби серед кадетів 1995  | Словаччина | греко-римська боротьба, до 51 кг | 4      |
| Чемпіонат Європи з боротьби серед юніорів 1996 | Словаччина | вільна боротьба, до 50 кг        | 12     |
| Чемпіонат світу з боротьби серед юніорів 1996  | Словаччина | вільна боротьба, до 50 кг        | 20     |
| Чемпіонат Європи з боротьби серед юніорів 1997 | Словаччина | вільна боротьба, до 52 кг        | 4      |
| Чемпіонат світу з боротьби серед юніорів 1997  | Словаччина | вільна боротьба, до 52 кг        | 8      |
| Чемпіонат Європи з боротьби серед юніорів 1998 | Словаччина | вільна боротьба, до 56 кг        | 5      |
| Чемпіонат світу з боротьби серед юніорів 1998  | Словаччина | вільна боротьба, до 56 кг        | 11     |
| Чемпіонат Європи з боротьби серед юніорів 1999 | Словаччина | вільна боротьба, до 58 кг        | Срібло |
| Чемпіонат світу з боротьби серед юніорів 1999  | Словаччина | вільна боротьба, до 58 кг        | 5      |